# Verwaltungsgemeinschaft Untersiemau
Die Verwaltungsgemeinschaft Untersiemau im oberfränkischen Landkreis Coburg wurde im Zuge der Gemeindegebietsreform am 1. Mai 1978 gegründet und zum 1. Januar 1990 aufgelöst.
In der Verwaltungsgemeinschaft hatten sich die Gemeinden Großheirath, Itzgrund und  Untersiemau zur Erledigung ihrer Verwaltungsgeschäfte zusammengeschlossen. Mit Wirkung zum 1. Januar 1980 verließ die Gemeinde Itzgrund die Verwaltungsgemeinschaft. und mit dem Austritt der Gemeinde Großheirath wurde sie zum 1. Januar 1990 aufgelöst. Sitz der Verwaltungsgemeinschaft war Untersiemau. Gemeinschaftsvorsitzender war der Bürgermeister von Untersiemau Karl Zeitler.